# چیخانکی-کولونگا
چیخانکی-کولونگا (به لهستانی:  Ciechanki-Kolonia) یک روستا در لهستان است که در گمینا پوخاچوو واقع شده‌است.